# Высокое (посёлок, Унечский район)
Высокое — поселок в Унечском районе Брянской области в составе Высокского сельского поселения.

## География
Находится в центральной части Брянской области на расстоянии приблизительно 18 км на восток-юго-восток по прямой от вокзала железнодорожной станции Унеча.

## История
Основан в 1960-х годах при нефтеперекачивающей станции нефтепровода "Дружба". 

## Население
Численность населения: 553 человека (русские 98 %) в 2002 году, 550 в 2010.